# 岑寶兒
岑寶兒（英語：Josephine Shum Po Yee，1978年9月6日—），香港電視演員及主持人，前無綫電視及香港電視網絡女藝員，因常被人感覺魂遊太虛而被冠上花名「阿夢」。
2000年參加香港小姐競選，是20位候選佳麗之一，並奪得由二十位隨澳洲外景拍攝的記者選出的非官方獎項「最受傳媒歡迎獎」，但是於准決賽中落選而無法入圍決賽12強，賽後獲曾志偉公開賞識而風頭一度蓋過得獎佳麗，之後加入無綫電視，演出多部電視劇及數部電影，多數演出機會限於連續劇集中擔任配角，戲份最多的就是在《皆大歡喜》系列中飾演角色桂枝，2005年參加《繼續無敵獎門人》時泳衣走位露點而被廣泛報道。於2012年4月離開無綫電視，結束12年之賓主關係，之後被傳出任期無綫時收入有限而須做侍應貼補；同年轉投香港電視網絡並同時以部頭形式主持有線電視的靈異節目《怪談》。
岑寶兒於2014年5月19日下嫁拍拖不足半年的圈外男朋友莫如迪，並於2015年3月12日誕下女兒莫善晴，之後淡出娛樂圈專心湊女。

## 演出作品

### 電視劇（無綫電視）

#### 2001年至2002年
- 皆大歡喜 飾 桂枝

#### 2002年
- 騎呢大狀 飾 如意
- 我要Fit一Fit 飾 琪琪（Sheila）
- 烈火雄心II 飾 梁愛芬（Fanny）
- 談判專家 飾 彭國寶

#### 2003年
- 皆大歡喜 飾 李桂枝（Gigi）
- 美麗在望 飾 沈德寶（Debbie）

#### 2004年
- 金枝慾孽 飾 妓女

#### 2005年
- 甜孫爺爺 飾 Wing

#### 2006年
- 天幕下的戀人 飾 周文燕
- 潮爆大狀 飾 林家琪
- 女人唔易做 飾 晶秘書
- 高朋滿座 飾 阿—
- 男人之苦 飾 MiMi
- 法證先鋒 飾 潔
- 愛情全保 飾 護士
- 刑事情報科 飾 Carol
- 鳳凰四重奏 飾 Ada
- 肥田囍事 飾 相睇女
- 東方之珠 飾 歌迷

#### 2007年
- 迎妻接福 飾 開心
- 寫意人生 飾 Agnes
- 天機算 飾 法拉圖
- 爸爸閉翳 飾 Eva
- 鐵咀銀牙 飾 金妹
- 通天幹探 飾 方 玲（十八妹）（姜雅如之下屬）
- 同事三分親 飾 Mandy（第128集）

#### 2008年
- 師奶股神 飾 售貨員
- 和味濃情 飾 Suki
- 甜言蜜語 飾 Mary
- 珠光寶氣 飾 蘇敏 第2集，第12集

#### 2009年
- 巾幗梟雄 飾 彭嬌（少女）
- 老婆大人II 飾 服裝店店員 (第22集)
- 烈火雄心3 飾 May（容少意之好友兼同屋主）
- 有營煮婦 飾 靜
- 美麗高解像 飾 李雪琪（Suki）

#### 2010年
- 老友狗狗 飾 周蕙娟（年青）第15集
- 飛女正傳 飾 Helen
- 蒲松齡 飾 春桃
- 讀心神探 飾 Ceci
- 刑警 飾 陳惠媚（第2-3集）
- 依家有喜 飾 Jenny
- 誘情轉駁 飾 美女（第11集）

#### 2011年
- 依家有喜 飾 情緒化靚女
- 隔離七日情 飾 朱玉芬
- 駁命老公追老婆 飾 傅星夢
- 誰家灶頭無煙火 飾 護士（第32集）
- 紫禁驚雷 飾 秋菊
- 法證先鋒III 飾 Katy（第26-27集）
- 天與地 飾 Judy

#### 2012年
- 4 In Love 飾 娜
- 盛世仁傑 飾 翠蓮
- 耀舞長安 飾 林夢琴
- 拳王 飾 方麗芬（Ann）
- 心戰 飾 艷女（第12集）
- 造王者 飾 秀娟
- 大太監 飾 嘉盈

#### 2014年
- 叛逃 飾 護士（第9-10集）

### 電視節目（無綫電視）
- 宇宙無敵獎門人（2000年至2001年）
- 繼續無敵獎門人（2005年）

### 電影
- 2002年：每天嚇你八小時 飾 阿夢
- 2004年：絕世好賓
- 2005年：千杯不醉
- 2006年：春田花花同學會 飾 飲食節目女藝員（2）
- 2006年：天生一對 飾 孕婦
- 2012年：2012我愛HK喜上加囍 飾 年青情侶
- 2023年：說笑之人 飾 一樓一

## 外部連結
- Josephine Shum 岑寶兒個人論壇（页面存档备份，存于）
- 岑寶兒阿夢的新浪微博
- 岑寶兒的Instagram帳戶
- 岑寶兒的Facebook專頁
- 岑寶兒在香港影庫上的簡介